# Georgia para los georgianos

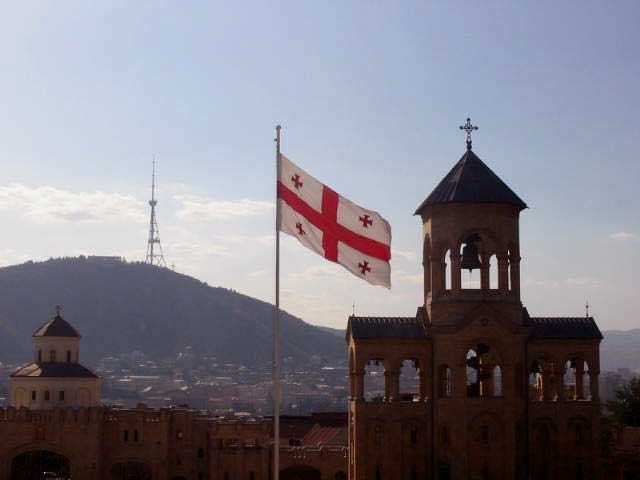
La bandera de Georgia y la Catedral de la Santísima Trinidad de Tiflis, símbolo de la Iglesia ortodoxa; dos elementos fundamentales del sentimiento nacional de Georgia.

«Georgia para los georgianos» es una consigna política y doctrina etno-nacionalista atribuida a Zviad Gamsakhurdia, el primer Presidente de la República de Georgia, y sus partidarios.
Para los georgianos étnicos, la doctrina representaba su independencia de la Unión Soviética, mientras que para los ciudadanos no georgianos de Georgia representaba la disminución de sus derechos políticos y culturales dentro del Estado de Georgia, creando un entorno por el que los grupos de minorías étnicas en Georgia están hechos para sentirse privilegiados y se les permite vivir en el territorio de Georgia, lo cual es en parte responsable de los conflictos que impregnan Georgia hoy.
El propio Gamsakhurdia aseguró que nunca había proclamado la consigna y se refirió a ella como "una invención cínica de la maquinaria propagandística de Moscú". Una de las citas de Gamsakhurdia, relativa a la situación demográfica de la región georgiana de Kajeti, era "¡[las minorías subversivas] deben ser picados, deben ser quemados con un hierro al rojo vivo de la nación georgiana .... Nos ocuparemos de todos los traidores, les daremos buena cuenta y expulsaremos a todos los enemigos y los no georgianos...!".

## Periodo de Gamsakhurdia
Mientras que la autoría del eslogan fue acreditada a Gia Chanturia y Merab Kostava, la consigna apareció por primera vez en abril de 1989, cuando se celebraron mítines políticos en Tiflis, en la aún República Socialista Soviética de Georgia, contra el régimen soviético. Junto con otros lemas como "La Unión Soviética es la Prisión de las Naciones" y "Viva la libre, Georgia Democrática", "Georgia para los georgianos" fue el más célebre y ayudó a atraer grandes multitudes a las manifestaciones nacionalistas.
En 1993, Zviad Gamsakhurdia negó haber proclamado el lema y lo rechazó al asegurar que era "invención de la máquina propagandística de Moscú", al mismo tiempo, acusando a los medios de comunicación occidentales de repetir "en su totalidad las elaboradas mentiras de la propaganda soviética". El hijo de Zviad, Konstantine Gamsakhurdia, también sostuvo que su padre nunca llegó a pronunciar el lema y afirmó que en el problema de Osetia del Sur no se trataba de la nacionalidad, sino de la política.
El 26 de mayo de 1991, Gamsakhurdia fue elegido primer presidente de Georgia con una victoria aplastante del 86 %. La plataforma electoral de Gamsakhurdia propuso medidas para "proteger" el estado de Georgia y a los grupos étnicos:
1. • Los matrimonios mixtos serían desaprobados.
2. • La ciudadanía queda restringida a aquellas personas que pudieran demostrar la residencia antes de la anexión rusa de Georgia en 1801.
3. • Los derechos a la propiedad se limitan a aquellas personas que votaron por la independencia nacional en un referéndum en abril,
4. • Se promovió "Georgia para los georgianos cristianos", a pesar de la separación oficial entre Iglesia y Estado.

Zviad Gamsakhurdia basó su política étnica en distinguir entre aquellos en Georgia a los que calificó de "indígenas" y "colonos", o "invitados temporales", lo que llevó al disidente soviético y académico Andrei Sajarov a llamar a Georgia el "pequeño imperio". Los más de 1,5 millones de las minorías étnicas que vivían en Georgia fueron considerados como la principal amenaza para el pueblo georgiano, que también dio lugar a una propaganda antiislámica que acabó siendo publicada en los medios de comunicación. En 1989 Gamsakhurdia proclamó: "Hoy, estamos frente a un grave problema. Tártaros, armenios y osetios se han levantado. Debemos salvarnos de los extranjeros de Kajetia, ¡nuestra tierra santa!". Gamsakhurdia aseguró que el lema fue dirigido contra la dominación soviética de Georgia.
Una vez en el poder, gran parte de la agenda nacionalista extrema fue puesta a un lado y con frecuencia trataron de tranquilizar a las minorías asegurando que el sistema político-administrativo existente no se puede cambiar sin el consentimiento de los respectivos grupos y que se respetarían los derechos culturales de todos los grupos étnicos. En julio de 1991, el Parlamento de Georgia aprobó una ley que concedía la ciudadanía a casi todos los residentes de Georgia.

## Efecto en osetios
En un mitin político en 1989 en el pueblo de Eredvi, Gamsakhurdia describió al pueblo de Osetia como "basura que se tiene que meter en un túnel", y en 1991 dijo a los periodistas extranjeros que los osetios de Georgia eran "invitados" no deseados que deben "volver" a Osetia del Norte. Afirmó, "en Georgia existen osetios, pero no Osetia".
Esta política dio lugar a la decisión del parlamento de Osetia del Sur en 1989 de declarar su intención de unirse con Osetia del Norte como parte de la Federación de Rusia, dando lugar a la revocación de la autonomía de Osetia del Sur y de la fusión de la región por las autoridades georgianas a Shida Kartli (literalmente, "Georgia Interior").

## Efecto en abjasios
En Georgia, se utilizó también el lema «Abjasia es Georgia», a pesar de que «Georgia para los georgianos» fue el más popular. Los manifestantes en los mítines masivos de 1989 exigieron la abolición de la autonomía de Abjasia y Osetia del Sur y Gamsakhurdia dijo a los georgianos occidentales que tenía previsto asimilar o expulsar a los abjasios de sus tierras. Liana Kvarchelia afirma que sus políticas han encontrado poca crítica en la comunidad de Georgia, en lugar de la imagen pintada por Gamsakhurdia de un enemigo que unió la sociedad georgiana en medio de la lucha política interna. La política era un catalizador que llevó al Presidente del Soviet Supremo de Abjasia Vladislav Ardzinba a declarar «Abjasia para los abjasios», que a su vez provocó la limpieza étnica de georgianos en Abjasia.

## Efecto en otras nacionalidades
Los turcos mesjetios que durante la Gran Guerra Patria fueron deportados por Stalin a Asia Central no pudieron volver a Georgia en el marco de la política de «Georgia para los georgianos». Svetlana Mikhailovna Chervonnaya en un informe de la Unión Federal de Nacionalidades Europeas declaró que aunque hubo una pequeña repatriación de turcos mesjetios a la República Socialista Soviética de Georgia en los años 1970 y 1980 en virtud de Eduard Shevardnadze, «Georgia para los georgianos» había llevado de facto a una segunda deportación de Georgia, y citó el ejemplo de un asentamiento meskh en la región de Zulukidse que fue destruido en 1990, y aún no ha sido reconstruido.
Los azeríes, que suman más de 300 000 nacionales en Georgia, no recibió ninguna representación en el Parlamento de Georgia, y muchos se vieron obligados a marcharse de la tierra en la que habían vivido durante siglos.

## Doctrina en la era post Gamsakhurdia
En octubre de 2004, la politóloga Anna Matveeva escribió que el nacionalismo en Georgia "sigue proyectando un clima de «Georgia para los georgianos», donde se espera que las minorías se sientan privilegiadas de que se les permite residir en el territorio del estado de Georgia", y que a pesar de que Georgia tiene una diversidad étnica sustancial, su "cultura política se caracteriza por un exclusivo nacionalismo étnico tan profundo que las minorías no son aceptadas como ciudadanos de pleno derecho del país".
En 2005, Mijaíl Saakashvili, el entonces presidente de Georgia, declaró que «Georgia para los georgianos» es un "lema nacionalista venenoso" y que pondría en práctica una nueva política que declarase "Georgia la patria de todos sus ciudadanos". Sin embargo, el político georgiano en el exilio Igor Giorgadze y el profesor de Ciencias Políticas en el Instituto Estatal de Relaciones Internacionales de Moscú Andranik Migranyan afirmaron que la doctrina continuó siendo utilizada por la clase política en Georgia bajo Saakashvili.